# Епархии Польской православной церкви

Современные епархии Польской православной церкви на территории Польши

Епархии Польской православной церкви — это основные церковно-административные единицы Польской православной церкви. Сейчас на территории Польши действует шесть епархий и военный ординариат на правах епархии. Также существует зарубежная епархия на территории Бразилии.

## История

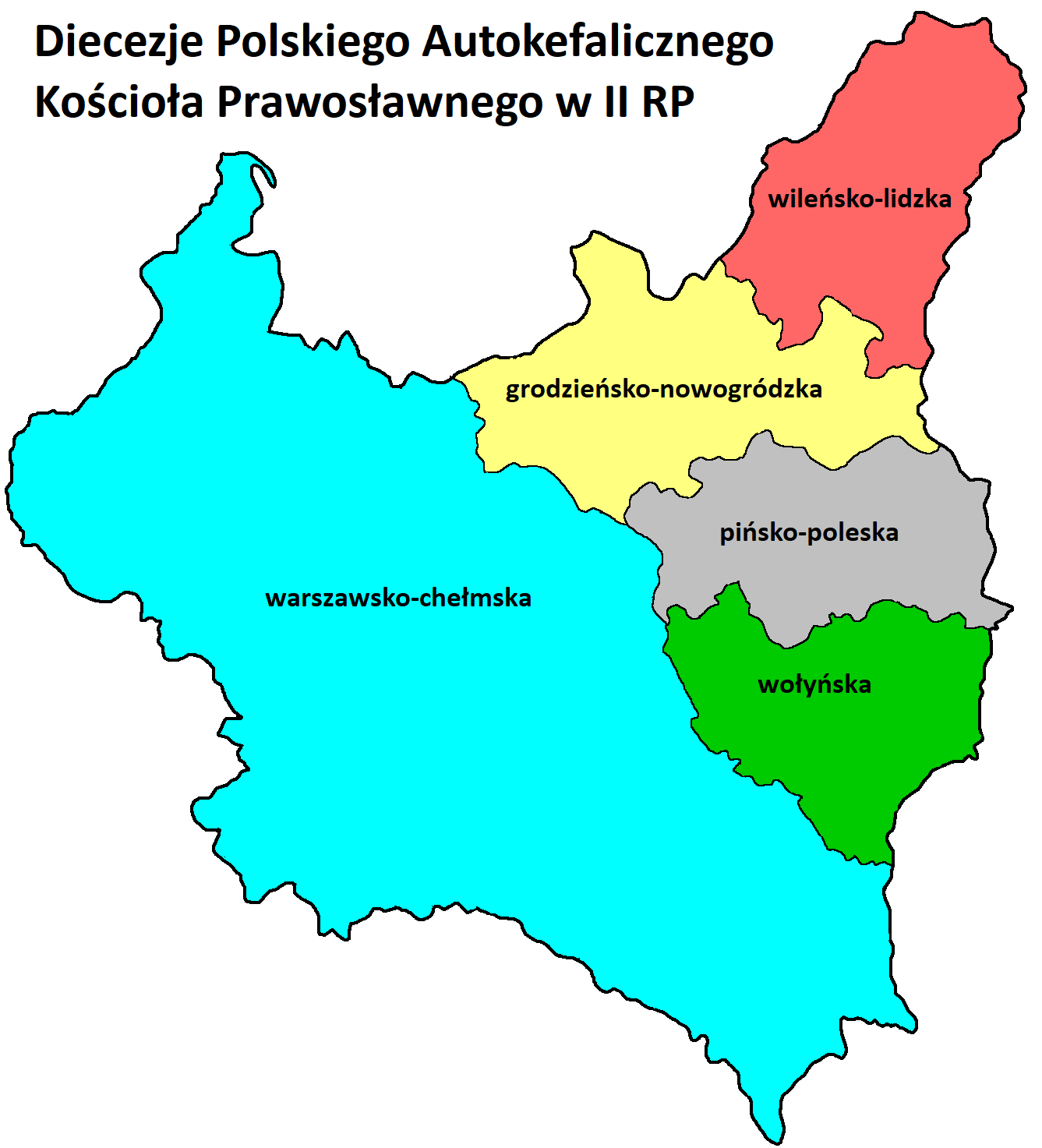
Епархии Польской православной церкви в межвоенный период

Исторически древнейшей епархией на территории Польши была Перемышльская (с 1190 года).
Впоследствии на земли Польши частично распространялась юрисдикция Волынской и Виленской епархий.
В 1840 году была создана Варшавская православная епархия Московского патриархата.
В 1924—1939 гг. в составе Польской автокефальной православной церкви находились следующие епархии:
- Варшавско-Холмская епархия
- Виленская епархия
- Волынская епархия
- Гродненская епархия
- Полесская епархия

Во время войны также существовала Краковско-Лемковская епархия, а также ряд епархий на территории Украины (УАПЦ в 1942—1944).
В 1948—1951 гг. были учреждены Белостокская, Вроцлавская и Лодзинская епархии.
В 1980-х гг. была основана Люблинская епархия и возрождена Перемышльская епархия.
В 1990—2001 годах существовала автономная митрополия Португалии, Испании и Бразилии, которая была образована после приёма в юрисдикцию Польской православной церкви Православной церкви Португалии. В результате последующего раскола в польской юрисдикции осталось лишь несколько приходов.
В 1994 году был образован Православный Ординариат Войска Польского в ранге епархии для окормления православных военнослужащих польской армии.

## Епархии

### Польша
| Название епархии                                                                                       | Дата основания  | Правящий архиерей | Территория | Приходов | Монастырей | Благочиний | Карта |
| --- | --------------- | --- | --- | -------- | ---------- | ---------- | ----- |
| Белостокская и Гданьская епархия Супрасльское викариатство                                             | 7 сентября 1951 | архиепископ Иаков (Костючук) епископ Андрей (Борковский)                                                                                    | Варминско-Мазурское воеводство, северная часть Подляшского воеводства и восточная часть Поморского воеводства                                                    | 56       | 3          | 5          |       |
| Варшавская и Бельская епархия Бельское викариатство Гайновское викариатство Семятыченское викариатство | 1840            | митрополит Варшавский и всей Польши Савва (Грыцуняк) архиепископ Григорий (Харкевич) епископ Павел (Токаюк) епископ Варсонофий (Дорошкевич) | северная часть Мазовецкого воеводства и южная часть Подляшского воеводства                                                                                       | 67       | 3          | 6          |       |
| Вроцлавская и Щецинская епархия                                                                        | 7 сентября 1951 | архиепископ Георгий (Паньковский) | Западно-Поморское, Любушское, Опольское и Нижнесилезское воеводства, западная часть Поморского воеводства                                                        | 43       | нет        | 5          |       |
| Лодзинская и Познанская епархия                                                                        | 1948            | епископ Афанасий (Нос) | Лодзинское, Великопольское, Куявско-Поморское, Свентокшиское, Силезское воеводства, западная часть Малопольского воеводства и южная часть Мазовецкого воеводства | 12       | нет        | 3          |       |
| Люблинская и Холмская епархия                                                                          | 25 марта 1989   | архиепископ Авель (Поплавский) | Люблинское воеводство, восточная часть Мазовецкого воеводства, Лежайский повят Подкарпатского воеводства                                                         | 31       | 2          | 4          |       |
| Перемышльская и Горлицкая епархия                                                                      | 1983            | архиепископ Паисий (Мартынюк) | почти всё Подкарпатское воеводство, восточная часть Малопольского воеводства                                                                                     | 23       | 1          | 3          |       |

### Бразилия
| Название епархии                                                        | Дата основания | Правящий архиерей                                                         | Территория | Приходов | Монастырей | Благочиний | Карта |
| ----------------------------------------------------------------------- | -------------- | ------------------------------------------------------------------------- | ---------- | -------- | ---------- | ---------- | ----- |
| Рио-де-Жанейрская и Олинда-Ресифийская епархия Ресифийское викариатство | 1991           | архиепископ Хризостом (Муниз Фрейре) епископ Амвросий (де Альмейда Кубас) | Бразилия   | 6        | 2          | нет        |       |